# 桑蓋國家公園
桑蓋國家公園是厄瓜多爾的國家公園，位於該國中部，分属莫羅納-聖地亞哥省、欽博拉索省和通古拉瓦省三个省，始建於1979年，面積2,719.25平方公里，1992年扩展至5,177.25平方公里。公园内有3座活火山。1983年，它被联合国教科文组织列为世界自然遗产。

## 图集

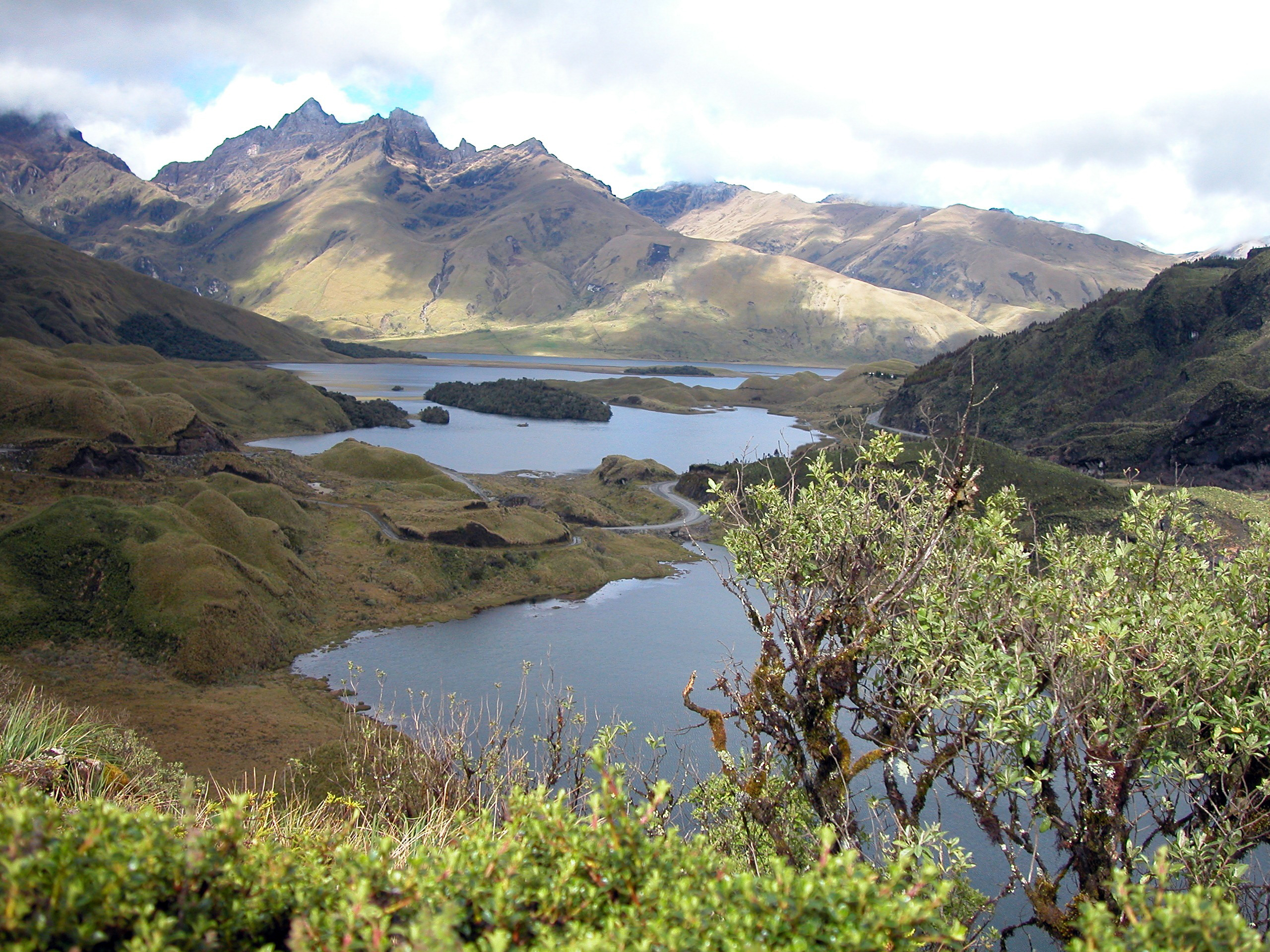
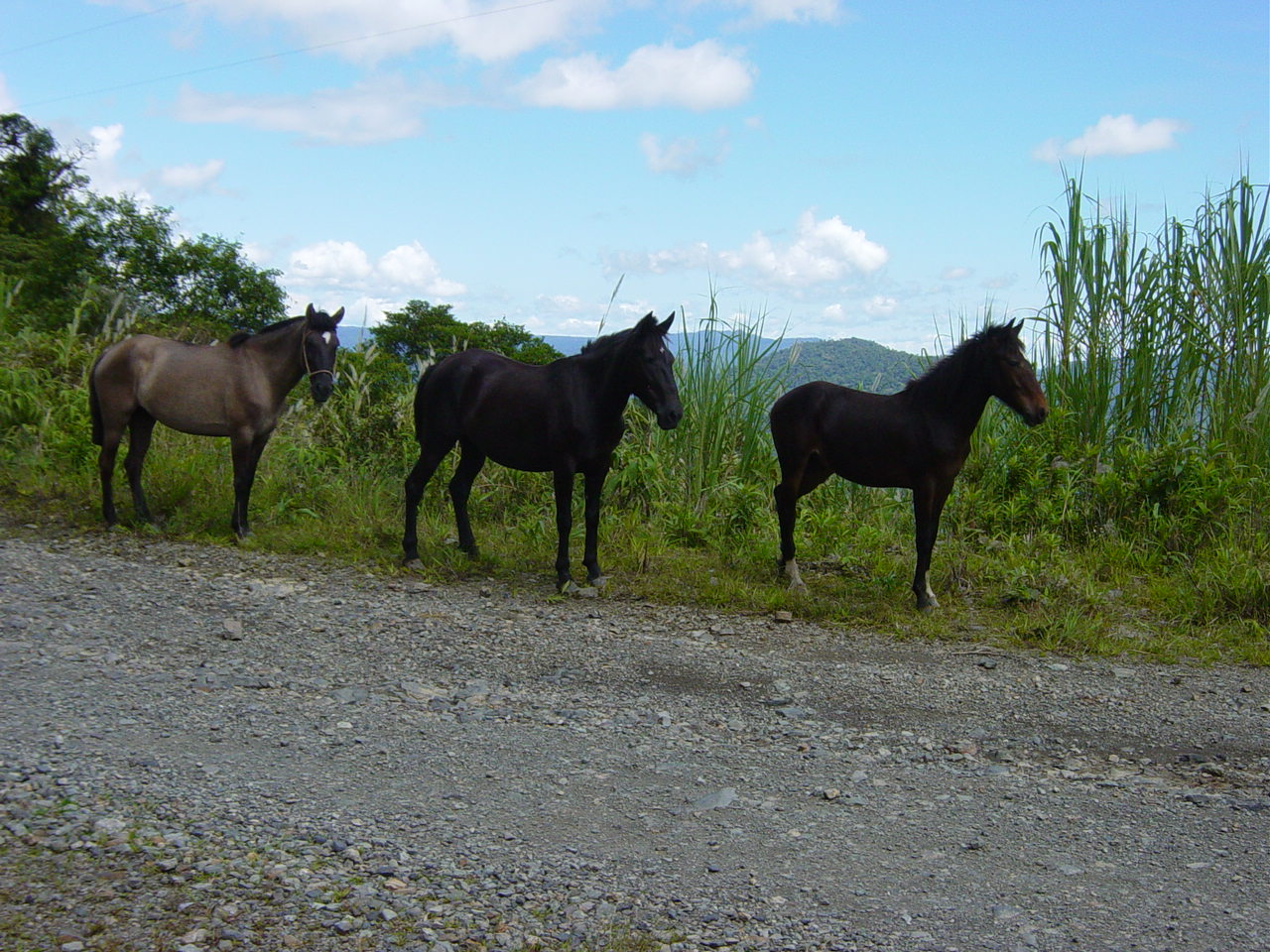
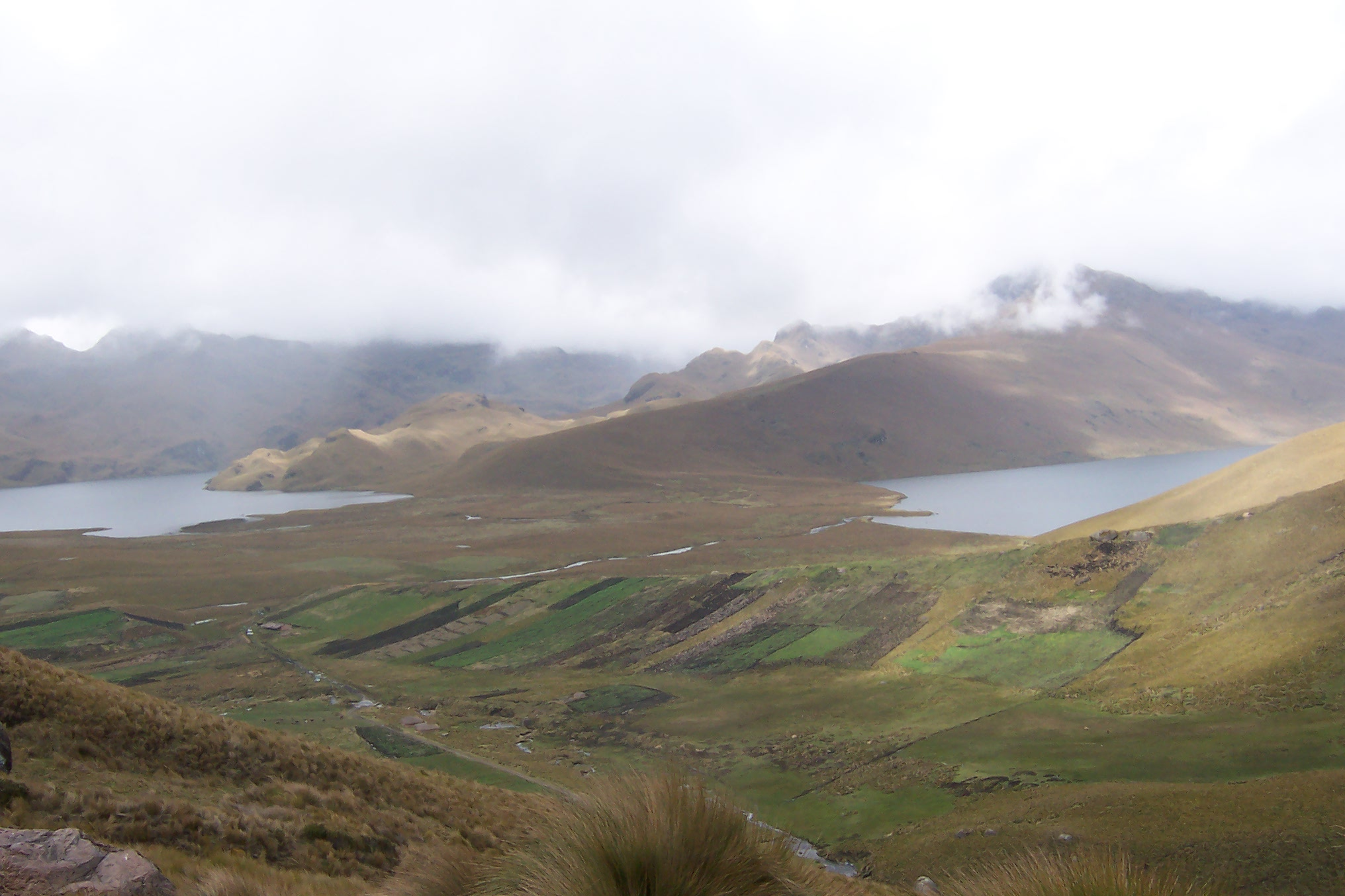
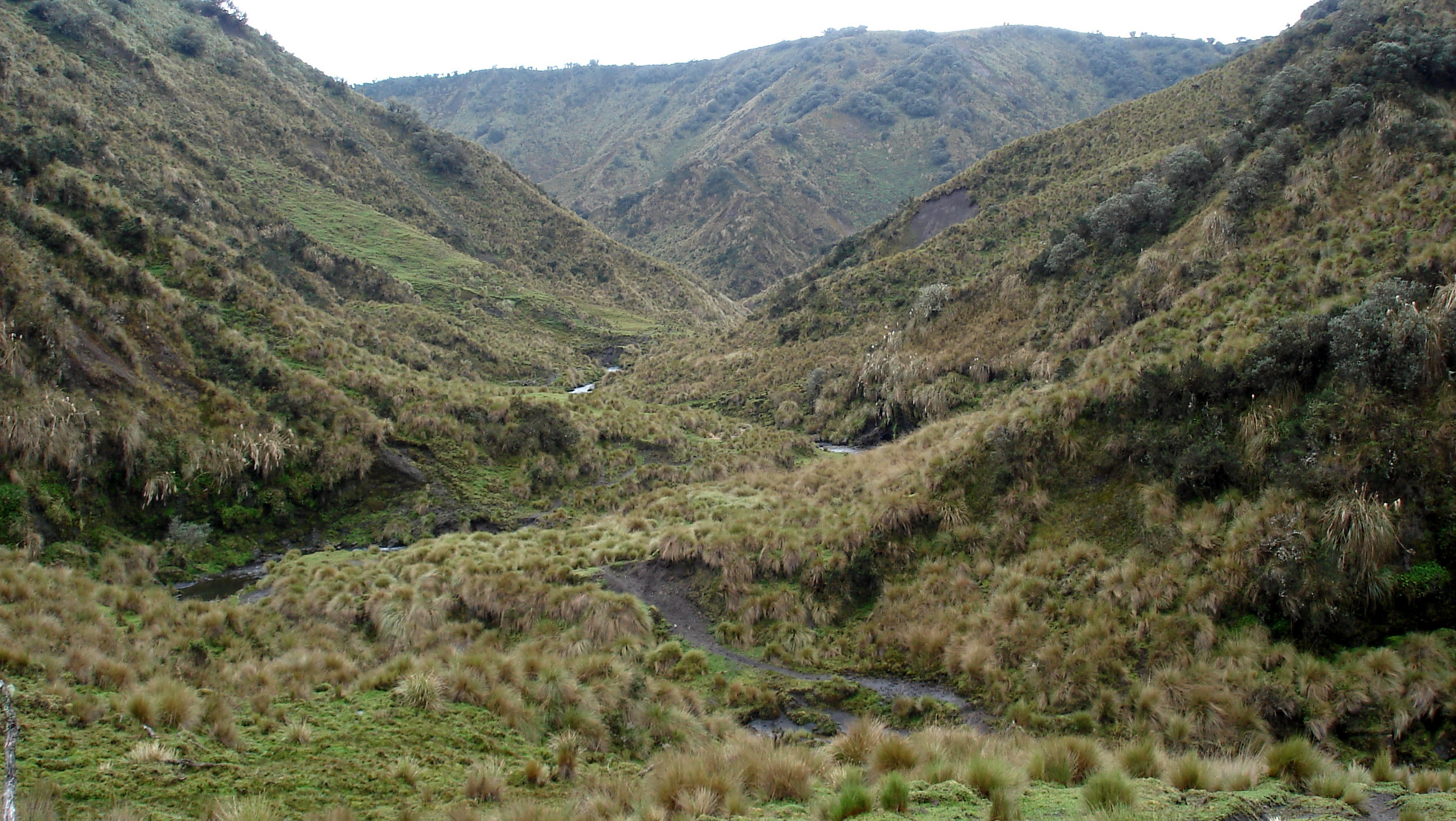

## 重要物种
- 南美狮和潘帕斯猫。[3]

## 外部連結
- Sangay National Park on UNESCO World Heritage Centre （页面存档备份，存于）
- Jean-Claude Petit Butterflies of  Sangay  National  Park （页面存档备份，存于）